# Френк Замбоні
Френк Джозеф Замбоні, молодший (англ. Frank Joseph Zamboni, Jr.; 16 січня 1901 — 27 липня 1988) — італо-американський винахідник, чиїм найвідомішим винаходом є льодовий комбайн (або ресурфейсер).

## Життєпис
Замбоні народився 1901 року у містечку Юрика (англ. Eureka), штат Юта, США в сім'ї італійських іммігрантів. Незабаром його батьки придбали ферму поруч із Лава Хот Спрінгз неподалік міста Покателло, штат Айдахо, де він провів дитинство. У 1920 році Замбоні переїхав із батьками до припортового району Лос-Анджелеса, де його старший брат Джордж завідував авторемонтною майстернею. Після навчання Френка у торговій школі в Чикаго, він разом з молодшим братом Лоренсом (англ. Lawrence) у 1922 році відкрив електропостачальне підприємство в околицях Лос-Анджелеса, у теперішньому місті Парамаунт (англ. Paramount). Наступного року він одружився та згодом мав трьох дітей. У 1927 році він та Лоренс увійшли у льодовиробничу галузь із власною льодовою фабрикою. У 1939 році вони все ще продовжували цю справу, однак передбачали її занепад через поширення електричних холодильних машин. Відтак вони вирішили використати частину свого холодильного устаткування для відкриття ковзанки.

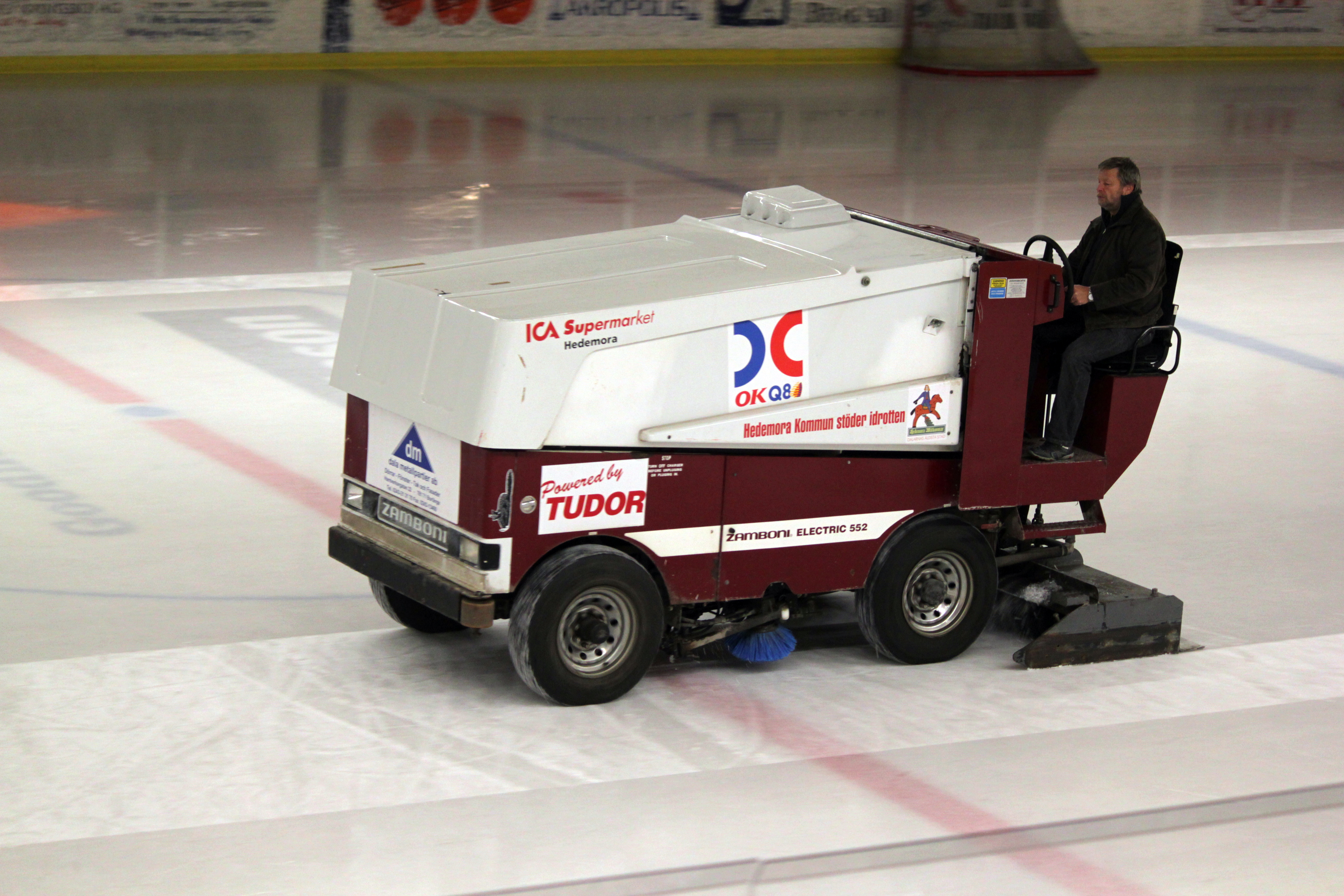
Ресурфейсер виробництва компанії «Zamboni» обробляє лід у Швеції

У 1940 році брати Замбоні разом із двоюрідним братом відкрити ковзанку «Ісландія» (англ. Iceland), яка здобула популярність, зокрема завдяки винаходу Френка для уникнення хвилястості поверхні льоду, що виникала над охолоджувальними трубами. (Станом на 2013 рік, ця ковзанка все ще діє та досі належить родині Замбоні.) У 1946 році він отримав патент на цей винахід. Незабаром, у 1949 році, Френк Замбоні винайшов машину, що перетворила відновлення поверхні льоду із 90-хвилинної праці трьох осіб на 10-хвилинну роботу однієї особи. Він подав заявку на патент того ж року та заснував компанію Frank J. Zamboni & Co. із будівництва і продажу таких машин у Парамаунті. У 1953 році він отримав патент на цей винахід. У ранніх 1950-их він створював свої машини на основі автомобілів Jeep CJ-3B, а відтак від 1956 до 1964 років — він використовував лише шасі цих машин. Попит на його комбайни виявився настільки великим, що компанія Замбоні відкрила другу фабрику у Брантфорді, Канада, та відкрила офіс у Швейцарії. Хоча термін «Замбоні» був та залишається торговою маркою компанії Френка, його також іноді помилково використовують для льодових комбайнів інших виробників.
У 1970-их Френк Замбоні винайшов машини для відкачування води із штучної трави на відкритих стадіонах, очищення такої трави від фарби та для скочування і розкочування такої трави на критих стадіонах. Його останнім винаходом у 1983 році став автоматичний підрівнювач країв ковзанок для уникнення намерзання на них надлишків води.
Він помер від раку легень у 1988 році у віці 87 років, через два місяці після смерті своєї дружини.
Компанія Замбоні продала понад 10000 своїх основних машин — Zamboni Ice Resurfacer, відомих як Zamboni. Десятитисячну машину було доставлено хокейному клубу Монреаль Канадієнс у квітні 2012 року для використання у Белл-центрі. Компанія все ще належить родині Замбоні, включаючи Френкового сина та внука.
Замбоні було посмертно включено до Світової зали слави фігурного катання у 2006 році та до Зали слави хокею Сполучених Штатів у 2009 році.
Його ім'ям також названо школу у Парамаунті.